# Kōichi Kidera
Kōichi Kidera (japanisch 木寺 浩一 Kidera Kōichi; * 4. April 1972 in der Präfektur Saitama) ist ein ehemaliger japanischer Fußballspieler.

## Karriere
Kidera erlernte das Fußballspielen in der Schulmannschaft der Bunan High School. Seinen ersten Vertrag unterschrieb er 1991 bei den NKK SC. Der Verein spielte in der höchsten Liga des Landes, der Japan Soccer League Division 1. Am Ende der Saison 1990/91 stieg der Verein in die Division 2 ab. Für den Verein absolvierte er 27 Spiele. 1994 wechselte er zum Ligakonkurrenten Kyoto Purple Sanga. Danach spielte er bei den Honda Luminozo Sayama FC (1996–1997). 1998 wechselte er zum Zweitligisten Albirex Niigata. 2003 wurde er mit dem Verein Meister der J2 League und stieg in die J1 League auf. Für den Verein absolvierte er 71 Spiele. 2006 wechselte er zum Ligakonkurrenten Sanfrecce Hiroshima. Am Ende der Saison 2007 stieg der Verein in die J2 League ab. Für den Verein absolvierte er 23 Spiele. Danach spielte er bei den Zweigen Kanazawa (2009). Ende 2009 beendete er seine Karriere als Fußballspieler.

## Erfolge
Sanfrecce Hiroshima
- Kaiserpokal

Finalist: 2007
- Supercup: 2008